# 人狼 JIN-ROH
『人狼 JIN-ROH』（じんろう）は、2000年6月3日に公開された日本のアニメーション映画。原作と脚本を押井守、監督とキャラクターデザインを沖浦啓之、制作をProduction I.Gが担当した。押井が原作を担当した漫画『犬狼伝説』を元に脚本を執筆したオリジナル作品。
国内外の映画賞・映画祭で高い評価を得て、多くの賞を受賞した。

## 概要
本作は沖浦啓之の監督デビュー作。1995年公開の劇場アニメ『GHOST IN THE SHELL / 攻殻機動隊』で知られる押井守監督が原作・脚本を手がけ、当時のProduction I.Gの精鋭が参加した作品で、反政府組織に重武装で立ち向かう特機隊隊員と彼に差し向けられた公安の女スパイ（元テロリスト）との恋と裏切りを描いたアニメ映画である。
押井が様々なメディアで展開している架空の戦後史「ケルベロス・サーガ」に連なる一作で、サーガの中には漫画『犬狼伝説』や押井自身がメガホンを取った『紅い眼鏡/The Red Spectacles』『ケルベロス-地獄の番犬』などの実写映画も存在する。主人公・伏一貴役は前作『ケルベロス-地獄の番犬』に主演した藤木義勝が演じ、『紅い眼鏡』や押井の他のアニメ作品『御先祖様万々歳』にも登場し、玄田哲章が演じていたキャラクター・室戸文明は、本作では廣田行生が声を担当している。
古典童話『赤ずきん』をモチーフに、「赤ずきん」を左翼反体制の「アカ」、「狼」を帝国主義的体制を指すスラング「狼」として対置させた寓話的作品で、劇中にも『赤ずきん』をアレンジした童話が挿入される。
残虐描写により、日本での映画公開時には映倫のPG-12指定にされた。
完成から公開までに2年かかっている。また日本での公開に先立ち、1999年11月よりフランスで先行ロードショーされ、1週間で約3万人を動員するヒットを記録した。
Production I.Gの最後のセル撮影による長編アニメーション作品として知られている。またバンダイビジュアルが発売する最後のLDメディア作品となった。

## あらすじ
「あの決定的な敗戦から十数年」--第二次世界大戦の敗戦国・日本。戦勝国ドイツによる占領統治下の混迷からようやく抜け出し、国際社会への復帰のために強行された経済政策は、失業者と凶悪犯罪の増加、またセクトと呼ばれる過激派集団の形成を促していた。そして本来それらに対応するはずの自治体警察の能力を超えた武装闘争が、深刻な社会問題と化していた。政府は、国家警察への昇格を目論む自治警を牽制し、同時に自衛隊の治安出動を回避するため、高い戦闘力を持つ警察機関として「首都圏治安警察機構」通称「首都警」を組織した。
そんな情勢下での東京。街頭では学生らのデモが行われており、警視庁の機動隊がこれと対峙している。共同警備という名目で出動した首都警の部隊は、後方配置に甘んじていた。また、首都警の戦闘部隊である「特機隊」の副長の半田は、学生が特殊な火炎瓶を用いている事からデモ隊にセクトの人間が紛れ込んでいることを察していた。しかしながら、「この場の指揮権は自治警にある」と傍観を続けていた。一方セクトの面々は、このデモに乗じて機動隊を攻撃しようと、地下水路を活用し、火炎瓶などの物資を輸送。セクトが「赤ずきん」と呼ぶ物資運搬係を務める阿川七生は、鞄に偽装した投擲爆弾を人ごみに紛れ実行役に渡した。野次馬とデモ隊に紛れた実行役はデモの前線に走り出ると、投擲爆弾を機動隊に向けて投げつけた。大きな炎と爆音に包まれる街路。機動隊員は吹き飛ばされ、負傷者が続出。ついに機動隊の指揮官は全員検挙の号令を出し、機動隊は催涙ガス弾を発砲しデモ隊に突入する。
地上の混乱をよそに、地下水路ではセクトのメンバーが移動していた。しかし、その前に特機隊が立ちふさがる。無表情なマスクと鎧のような装甲服を身に纏い、汎用機関銃（MG42）を構えた異様な姿の特機隊員たち。特機隊は武器を捨て投降するよう指示するが、セクトのメンバーは半狂乱の様相で特機隊に短機関銃を乱射し始める。これに特機隊も直ちに応戦。セクト側は蜂の巣にされてしまう。
この音を、阿川は地下水路の別の場所で聞いていた。特機隊によって仲間がやられたことを悟って逃走を試みるが、彼女も間もなく特機隊に包囲されてしまう。包囲した隊員の一人、伏一貴巡査は投降を呼びかけるが、少女は投擲爆弾での自爆を試みる。「なぜだ」伏は戸惑いのあまり、仲間からの射撃指示も耳に入らない。阿川は意を決し、信管を作動させる紐を引き抜いた。伏を庇って覆いかぶさる仲間の特機隊員。間髪入れず、地下水道は爆音に包まれた。この爆発の影響で地上は停電に見舞われ、機動隊と対立していたデモ隊はその闇に乗じて逃走してしまう。
数日後、首都警幹部らが今後の対応策について話し合っていた。元々特機隊の攻撃的姿勢が世論に指弾されていた上に、爆発による停電で機動隊がデモ隊の検挙に失敗しており、警視庁からの批判がより強くなっていたのだ。警視庁と首都警の縄張り問題で思うように動けないことに不満を持っていた特機隊長・巽は、自治警との共同警備体制を破棄するよう主張する。だが警備部長の安仁屋や、警視庁と独自のパイプを持ちつつある思惑を内に隠している公安部長の室戸は慎重論を唱える。結局、適切な行動を取らなかった伏に何らかの処分を下すことのみ決定し、話し合いは終了した。後日、査問会にて責任を問われた伏は、首都警特機隊養成学校での再訓練を命じられる。
伏は養成学校の同期で友人でもある公安部の辺見に頼み、自爆した少女のことを調べてもらった。辺見に教えられた、阿川の遺骨が納められている共同墓地を訪れる伏。阿川家の墓の所へ着くと、その前に一人の少女が立っていた。彼女は圭と名乗り、死んだ阿川の姉だと言う。その出会いをきっかけに交流を始めた2人は、徐々にその関係を深めていく。だがそれは室戸と、彼の下で働く辺見が企てた罠だった。やがて事態は、特機隊が警視庁公安部と、その背後にある首都警公安部と銃火を交える警察の「内戦」へと発展していく。

## 作品舞台
押井守の『ケルベロス・サーガ』の中の1作で、第二次世界大戦後のドイツ占領下（第二次ワイマール体制）の日本を舞台としたアナザーストーリー。「ケルベロス・サーガ」は、一部のシリーズを除き、第二次世界大戦がドイツ・イタリア枢軸国と日本・イギリス同盟の戦い（アメリカは第一次世界大戦以前からモンロー主義を貫き不参戦）で、敗戦国となった日本はドイツ軍に占領された、という架空の設定に基づいており、本作の舞台はその世界の昭和37年にあたる。

## 登場人物・キャスト
伏一貴
声 - 藤木義勝
首都圏治安警察機構・警備部・特殊機甲大隊・第2中隊・第3突入小隊の前衛隊員。階級は巡査。セクトの運び屋の少女「赤ずきん」の制圧に失敗して彼女の自爆を許し、その結果部隊を危険にさらしたことから、査問委員会で責を問われた。以後、特機隊員養成学校で再訓練を命じられる。
特機隊の前衛隊員を務めるだけあって体格に恵まれているが、口数も表情の変化も異様に少なく、辺見以外の友人がいる様子はない。首都警の人事評価によると「情緒面に難有り。但し、射撃、格闘技、ストーキングなど、あらゆる戦闘技術に抜群の技量を有する」。
雨宮圭
声 - 武藤寿美
かつて「赤ずきん」だった少女で、組織名ラングハール（ドイツ語で長毛のジャーマン・ポインターの意）が示す通り髪はやや長め。逮捕歴数回（前科なし）の筋金入りの活動家だったが、首都警公安部にその身柄を押さえられて以後は、公安部の意向に沿って動く。
阿川と似通った顔立ちを見込んだ辺見の命令を受け、阿川の姉を騙り伏に近づく。
阿川七生
声 - 仙台エリ
現役の「赤ずきん」で、組織名クルツハール（ドイツ語で短毛のジャーマン・ポインターの意）が示す通り短髪。仲間に爆弾入りのバッグを渡したり等、運び屋をしていたが、地下水路を移動中に特機隊の包囲を受け、伏の制止も空しく彼の目前で自爆して死亡し、伏が再訓練を受ける原因となった。死後も伏の記憶の中に幾度か登場する。
クルツハールは特機隊の第1中隊、ラングハールは第2中隊の通称名でもある（第3中隊はドラートハール）。
辺見敦
声 - 木下浩之
室戸公安部長の部下で、首都警公安部の捜査員。伏とは特機隊員養成学校で同期だった。しかし特機隊候補から脱落し、公安部に配属された。室戸が描く新しい警備体制確立の為に、雨宮を使って特機隊に罠を仕掛ける。
室戸文明
声 - 廣田行生
首都警公安部の部長。特機隊の戦闘的な姿勢が世論の指弾を浴び、また社会情勢が変化していることから、自治警との組織統合によって新たな警備体制を確立しようとする。その為の必要欠くべからざる手段として、特機隊の粛清を目論む。
半田元
声 - 吉田幸紘
首都警特機隊の副長。巽隊長の下で特機隊を纏める任を負う。占領統治下では、占領機構のG-2（軍事情報部門）から要請されて、対敵諜報部を組織した経歴がある。特機隊にあっても、非公式の対敵諜報組織「人狼」を独自に作り、ネットワークを構築しているとの噂がある。
巽志郎
声 - 堀部隆一
首都警特機隊の隊長。特機隊こそが治安の要であると自負している。自治警の要請に基づいて特機隊が動くという共同警備体制に疑問を持つ。
安仁屋勲
声 - 中川謙二
首都警の警備部長。優れた政治力を有する高級官僚。
塔部八郎
声 - 坂口芳貞（ナレーションも兼役）
特機隊員養成学校の教官。辺見と伏の養成学校時代の恩師。
自治警幹部
声 - 大木民夫
室戸と通じている自治警の幹部。首都警と警視庁を一つに纏め、攻撃的な実力行使ではなく公安活動によってセクトに対応していこうと考えている。統合に関しては一部公安委員の内諾を取り付けたが、その条件として特機隊の粛清を室戸に提示し、対応を求める。

## スタッフ
- 原作・脚本：押井守
- 監督・絵コンテ：沖浦啓之
- 演出：神山健治
- キャラクターデザイン：沖浦啓之、西尾鉄也
- 作画監督：西尾鉄也
- 副作画監督：井上俊之
- 美術監督：小倉宏昌
- 美術設定：渡部隆
- 銃器設定：黄瀬和哉
- 車輌設定：平松禎史
- 色彩設定：片山由美子
- 撮影監督：白石久男
- 編集：掛須秀一
- 音楽：溝口肇
- 音響監督：若林和弘
- 効果：野口透（アニメサウンド）
- 制作担当：堀川憲司
- 制作進行：橋本昌和
- プロデューサー：杉田敦、寺川英和
- エグゼクティブプロデューサー：渡辺繁、石川光久
- アニメーション制作プロダクション：Production I.G
- 製作：バンダイビジュアル、ING
- 配給：バンダイビジュアル、メディア・ボックス

## 制作
本作は当初、押井が脚本・絵コンテまで手掛け、若手スタッフが演出を行う全6巻ほどのOVAシリーズになる予定だった。沖浦もその演出候補の1人だったが、演出自体に興味がなく、原作漫画を読んでも藤原カムイの作画はともかく押井のやりたい世界が全く心の琴線に触れなかったので拒否していた。その内に企画が劇場作品に発展し、押井から監督するように言われた。そこで沖浦は、漫画のような群像劇ではなくキャラクターを立てて主人公を1人にしたい、ヒロインを出して男と女の話にして欲しいなどの要望を出したところ、押井がそれを丸呑みした脚本を書いてきたため、引き受けざるを得なくなった。そして作品を自分がやりたいもの、自分が見たいものに変えようとしている内に、押井のやろうとしている事の良さや、押井色を殺しつつ自分で味つけする事でやりたい事もやれることがわかって行ったという。
シナリオの段階は接吻するシーンは無く、デートは「プラネタリウムで伏が圭に犬の星座についての薀蓄を語る」内容だったが、完成版では接吻がラスト直前で行われ、デートも「公園やデパートの屋上等で普通に行う」様に改変された。
CGを極力排して手描きセル画でのアニメーション表現にこだわっている。しかし、沖浦自身は「単にCGが使いたくても使えなかった」「本当はもっとデジタルでいろいろできると思っていたが、当時のI.Gの中にまだCG部門がなかったので、諦めてそれまでどおりのやり方で作ることになった」と言っている
西尾鉄也がキャラクターデザインと劇場長編としては初の作画監督を務めている。それまでI.Gと仕事をしたこともなければ沖浦との面識もなかったが、「ぜひ作画監督で」と言われて参加することになった。
キャラクターデザインについては、沖浦がクリンナップまでやったデザインがあったのは伏一貴、雨宮圭、阿川七生、プロテクト・ギアの4点、沖浦のラフデザインがあったのが幹部たち4人ほどで、西尾はそのラフを元に沖浦と相談しながらデザインを進めていった。その他のキャラクターは全て西尾のオリジナル。
作画作業は沖浦がまずレイアウト用紙を作り直させたり、セルに塗る絵の具の会社に人を送ってふだん使っていない色を探させたりするところから始めた。沖浦は、「I.Gのレイアウト用紙はフレームの対比がちょっとおかしい」と言って、スタジオジブリの用紙を名前を消してベースとした。
音楽については、リュック・ベッソンの映画が好きな沖浦が、ベッソン作品を数多く担当しているエリック・セラのような日本的でもハリウッド的でもないイメージで行きたいと相談したところ、溝口肇を薦められた。そして作ってもらったデモがイメージにピッタリだったので採用した。
西尾の作業は、沖浦が描いたラフを元に、絵をクリンナップしてクオリティ的に持ち上げていくというものだった。絵が描ける監督のほかに作監がいるので、作業としては監督の沖浦が絵を直す方向性を示したラフを描き、作監の西尾がそれをもとにして修正原画を作成するというものだった。西尾曰く、「やり方としては宮崎駿さんに近いのかな」とのこと。

## 受賞
- 第54回毎日映画コンクールアニメーション映画賞
- ゆうばり国際ファンタスティック映画祭2000 南俊子賞
- ファンタスポルト1999最優秀アニメーション賞／審査員特別大賞
- モントリオール・ファンタジア映画祭アジア映画部門 第2位
- ベルリン国際映画祭パノラマ部門正式出品
- 第5回アニメーション神戸 個人賞
- 第10回日本映画プロフェッショナル大賞 第9位
- 第5回日本インターネット映画大賞 新人賞

## 映像作品
| タイトル                      | 発売日         | 規格   | 規格品番  | レーベル           | 備考                                                              |
| ----------------------------- | -------------- | ------ | --------- | ------------------ | ----------------------------------------------------------------- |
| 人狼 JIN-ROH DTS Edition      | 2000年12月21日 | DVD    | BCBA-0650 | バンダイビジュアル | 外箱・特典DVD・ブックレット・絵コンテ集付。                       |
| 人狼 JIN-ROH                  | 2001年01月25日 | LD     | BELL-1541 | バンダイビジュアル |                                                                   |
| 人狼 JIN-ROH                  | 2002年02月25日 | DVD    | BCBA-0823 | バンダイビジュアル |                                                                   |
| 人狼 JIN-ROH                  | 2007年09月25日 | DVD+BD | BCXA-0008 | バンダイビジュアル | トールケースのツインパッケージの豪華BOX仕様。特製ブックレット付。 |
| 人狼 JIN-ROH                  | 2008年07月25日 | BD     | BCXA-0090 | バンダイビジュアル |                                                                   |
| EMOTION the Best 人狼 JIN-ROH | 2009年12月22日 | DVD    | BCBA-3715 | バンダイビジュアル |                                                                   |
| 人狼 JIN-ROH 【廉価版】       | 2012年04月13日 | BD     | BCXA-0502 | バンダイビジュアル |                                                                   |

## 関連書籍

### 漫画
- 押井守 (原作)、藤原カムイ (作画)『犬狼伝説』（1990年12月1日発売、日本出版社） - ISBN 978-4-89-048271-9

### 資料集
- プロダクションI.G. (編)『人狼 - Behind of the screen -』（2000年6月1日発売、青心社） - ISBN 978-4-87-892192-6
- ニュータイプ編集部『人狼マニアックス』（2000年9月1日発売、角川書店） - ISBN 978-4-04-853219-8
- 押井守・バンダイナムコアーツ・Production I.G (著)、沖浦啓之 (イラスト) 『人狼 JIN-ROH 沖浦啓之絵コンテ集』（2018年11月29日発売、復刊ドットコム） - ISBN 978-4-83-545617-1

## スピンオフ
- 西尾鉄也『週刊少年ひとおおかみ』
  - キャラクター・デザインの西尾鉄也が執筆したデフォルメキャラによって『人狼』の内輪話を描いたイラストコラム[17]。映画公開までの期間に、Production I.GのHP内で公開された[17]。登場キャラクターの阿川七生をモデルにした『ジバクちゃん』に人気が集まり、単独でグッズも作られた[17]。のちに作品の器をケルベロス・サーガから『機動警察パトレイバー』に移し、映画『ミニパト』の企画へと発展している。
- 短編アニメ『タチコマな日々』
  - 『攻殻機動隊 STAND ALONE COMPLEX』シリーズ第13話で伏と辺見の対決がパロディー化されている。

## リメイク
2018年、キム・ジウン監督により、近未来の朝鮮半島を舞台にした韓国映画『人狼』として実写リメイクされた。ラストシーン以外はほぼアニメ映画を踏襲している。